# Béli-hegység
A Béli-hegység (románul Munții Codru-Moma) az Erdélyi-középhegység vagy más néven Erdélyi-szigethegység része. A Bihar-hegység legtekintélyesebb nyugati oldalága, a Fekete- és a Fehér-Körös által közrefogott Zarándi- és Belényesi-medence fölé „sasbércszerűen” kiemelkedő hegység.

## Fekvése
A hegység két megye; Bihar megye és Arad megye határán fekszik.Keletről a Bihar-hegység, északról a Király-erdő és a Fekete-Körös völgye, délről a Zarándi-hegység, vagy régi nevén Hegyes-Dócsa, és a Fehér-Körös völgye, nyugatról a Fekete- és Fehér-Körösök szabdalta Alföld és a Sárrét határolja.

## Földrajza
A 675 négyzetkilométeren fekvő Béli-hegység, vagy ahogy mai nevének 20. század előtti elterjedése előtt nevezték Kodru-Moma legmagasabb pontja Szártető, vagy bihari Pless (Pilis), mely 1112 méterrel emelkedik a tenger szintje fölé, három északnyugat-délkelet irányú főgerince (Kodru, Moma, Déva). E fővonulatoktól keleti és nyugati irányba több kisebb mellékvonulat ágazik el. 
Fontosabb vízfolyásai (Dézna, Tárkányka, Varétek, Fenes, Menyháza) mentén nagyobb eróziós medencék alakultak ki.
A  hegység területének több mint a fele a 600-900 méter magasság közé esik. 
1000 méternél magasabb csúcsai a Nagyarad (Izoi, 1098 m.), a Dealu, a Nagyoroj és a Déva (Dievii, 1044 m.).
A hegység valamikor a felső kréta és oligocén között keletkezhetett. Jelenlegi sasbérc jellegének kialakulása több ciklusban lejátszódott, főként harmadidőszaki szerkezeti mozgásoknak köszönhető.
Az eddig elvégzett klimatológiai és felszíni vizsgálatokból következtethetően a Szigethegységben egyetlen tönkfelszín alakult ki, mely utólagosan feldarabolódott, és különböző magasságokra emelkedett.
A Béli-hegység déli és nyugati felszíne vulkáni kőzet; andezitból és piroklasztitból 
épült fel. Peremterületein kisebb-nagyobb karsztfelszínekkel, látványos felszíni formákkal, viszonylag nagyszámú barlanggal és karsztforrással.

## Növényvilága
- Fenyő- és lomboserdők.
- Erdeiben megtalálható a növénytani ritkaságnak számító szúrós csodabogyó és az ugyancsak ritka fehér virágú kakasmandikó is.

## Természeti értékei
- Kalugyer, dagadóforrás
- Jókai víznyelő barlang
- Menyháza üdülőhely
- Dézna vára
- Bélavára romjai